# George Dempsey
George Dempsey (* 11. August 1905 in Cootamundra Shire; † 3. August 1985 in Poughkeepsie) war ein australischer, später US-amerikanischer Radrennfahrer.

## Sportliche Laufbahn
Dempsey war Bahnradsportler und Teilnehmer der Olympischen Sommerspiele 1924 in Paris. Im Punktefahren schied er aus. Im Sprint gewann er seinen Vorlauf gegen Julio Polet und das Viertelfinale gegen Maurice Peeters. Im Halbfinale scheiterte er an Jean Cugnot. 
1925 siegte er im Sechstagerennen von Sydney. Er emigrierte in die Vereinigten Staaten und fuhr dort bis 1937 mehr als 30 Sechstagerennen. 1936 und 1937 siegte er in Oakland. 1933 siegte er in der nationalen Meisterschaft im Sprint in den USA. 1937 trat er vom Radsport zurück.